# Alice (Texas)
Alice je správní město okresu Jim Wells County ve státě Texas ve Spojených státech amerických. K roku 2020 zde žilo 17 891 obyvatel. S celkovou rozlohou 32,6 km² byla hustota zalidnění 549,1 obyvatel na km².

## Významní lidé
- Lois Chiles (* 1947), herečka a bývalá modelka. Známou se stala díky roli Bond girl Dr. Holly Goodheadové v bondovce Moonraker (1979).
- James P. Allison (* 1948), imunolog, nositel Nobelovy ceny za fyziologii a lékařství za rok 2018.
- David Valdez (* 1949), fotograf a bývalý hlavní oficiální fotograf Bílého domu a prezidenta George H. W. Bushe v období 1989–1993.